# 4498 Shinkoyama
A 4498 Shinkoyama (ideiglenes jelöléssel 1989 AG1) a Naprendszer kisbolygóövében található aszteroida. Tsutomu Seki fedezte fel 1989. január 5-én.